# Царнах, Борис Николаевич
Борис Николаевич Царнах (1894, Кострома — 3 октября 1938, Селифонтово, Ярославская область) — русский художник, председатель костромского объединения художников «Нео-Аргус» (1932—1937), член Союза художников СССР (с 1933).

## Биография
Родился в 1894 году в Костроме на ул. Всехсвятской (ныне ул. Дзержинского)).
С 1914 по 1916 год обучался в Костромской художественной школе Н. П. Шлеина (в мастерских костромского художника А. П. Токарева (1876—1919)). Позднее стажировался у художников Л. В. Туржанского и П. И. Келина (1924).
С 1932 года — председатель костромского объединения художников «Нео-Аргус», член костромского товарищества «Художник». С 1933 года — член Союза художников СССР.
16 ноября 1937 года арестован вместе с другими костромскими художниками (Александром Балакиревым, Константином Саксом, Сергеем Макаровым, Геннадием Трегубовым, Николаем Соболевым, Александром Лихачевым, Михаилом Баженовым и Константином Плотниковым) и на основе заказанной НКВД у Николая Шлеина экспертизы, осуждён ВКВС 3 октября 1938 года по статье 58, п. 8, 11 УК РСФСР (антисоветская агитация, участие в контрреволюционной организации, террористические намерения) к высшей мере наказания — расстрелу.
3 октября 1938 года приговор был приведён в исполнение. Тело было захоронено в Селифонтовском полигоне близ деревни Селифонтово Ярославского района Ярославской области.
Реабилитирован ВКВС 11 июня 1964 года.

## Творчество

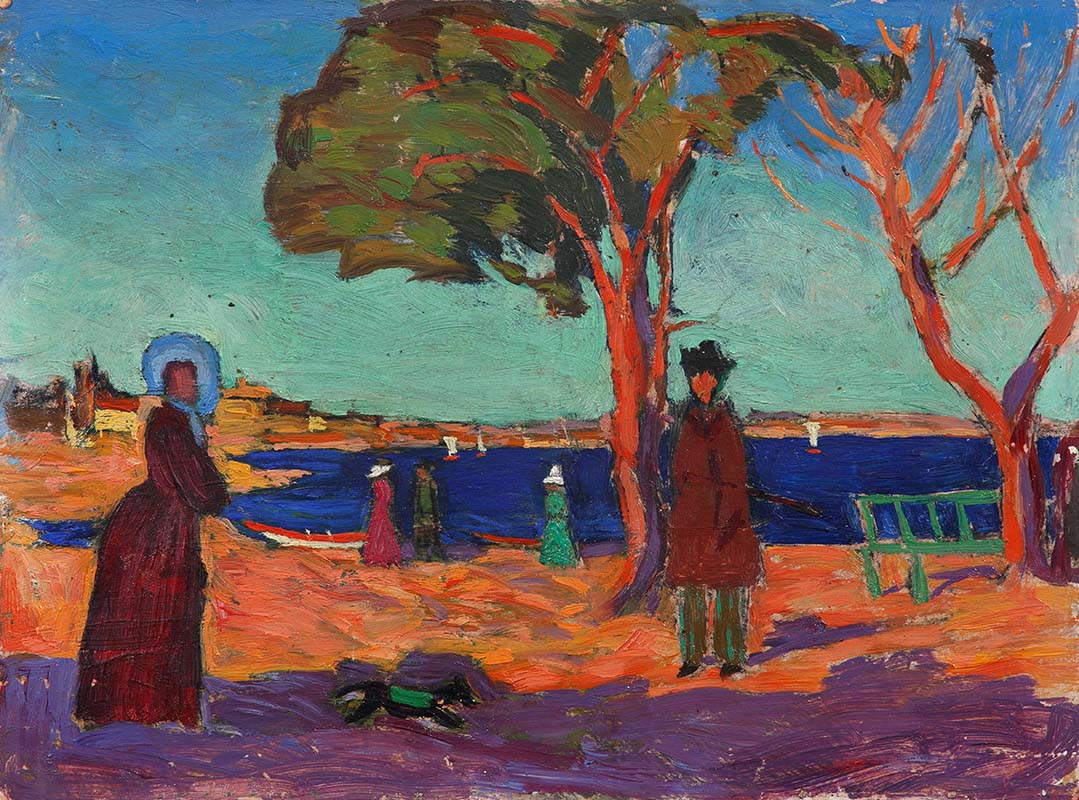
Прогулка, 1917

С 1917 года художник участвовал в городских и региональных художественных выставках.
4 апреля 1938 года на допросе относительно своего творчества сказал: «Я считал, что стиль социалистического реализма в искусстве, о котором неоднократно указывалось в решениях партии и Правительства, не может быть единственным и исчерпывающим. Эта рекомендация тем ограничивает творчество художников…. Жизнь художников в капиталистических странах значительно лучше, чем в СССР».
Большинство работ художника в 1938 году были изъяты из всех художественных собраний. Отдельные экземпляры работ автора хранятся в Костромском художественном музее, а также в ряде частных коллекций (собрание Романа Бабичева (Москва), собрание вдовы художника Варвары Ивановны Царнах (Кострома) и других).